# Melba Rae
Melba Rae Toombs, conocida profesionalmente como Melba Rae (1921 o 1922 en Willard, Utah – 29 de diciembre de 1971 en Manhattan) fue una actriz de telenovelas estadounidense.

## Carrera
Rae actuó en los inicios de la televisión diurna, interpretando a la esposa de la pareja de al lado en Search for Tomorrow durante 20 años — desde su inicio en 1951 hasta su prematura muerte de una hemorragia cerebral en el New York Hospital. Su personaje, Marge Bergman, era la mejor amiga de la protagonista de la serie, Joanne (interpretada por Mary Stuart).

## Vida personal
Rae, miembro de toda la vida de la Iglesia de Jesucristo de los Santos de los Últimos Días estuvo casada con Gilbert Shawn desde el 2 de septiembre de 1955 hasta su muerte. La pareja tuvo un hijo y una hija. Su hijo, Eric Shawn, se convirtió en reportero de Fox News Channel. Más tarde, Gilbert Shawn se trasladó a Orlando, Florida, donde murió a los 84 años.

## Muerte
El 29 de diciembre de 1971, Rae murió de una hemorragia cerebral en el New York Hospital de Nueva York, a la edad de 49 años.